# 신라의 건국 신화
신라의 건국 신화는 신라 건국과 박혁거세에 얽힌 신화이다.

## 신라의 건국
신라가 위치하는 서라벌 지역에는 여섯 개의 촌이 있어 육부촌이라 불렸다. 각 촌에는 촌장이 있어 대소사를 관장하였고 6촌장들이 모인 화백회의가 있어 ‘만장일치제’로 6촌 전체의 문제를 결정하였다.
기원전 69년의 화백회의에서 6촌에는 임금이 없어 백성들이 법도를 모르니 임금을 추대하고 도읍을 세우자는 의견이 나와 이에 6촌장들이 산에 올라 서라벌 땅을 굽어보니 남산 기슭의 나정 우물가에 신비한 기운이 서려있어 모두 그곳으로 갔다.
우물가에는 흰말이 있었는데 6촌장들이 나타나자 말은 하늘로 오르고 우물가에는 큰 알이 하나 놓여있었다. 알에서 건장한 사내아이가 나왔는데 아이의 몸에서는 광채가 나고 뭇 짐승들이 모여 춤을 추었으며 해와 달이 밝게 빛났다. 6촌장들이 아이의 이름을 박혁거세라 칭하고 왕으로 추대하자, 왕은 국호를 서라벌이라 하고 스스로를 거서간으로 정했다.
박혁거세가 왕으로 추대된 후 어느 날, 샤량리의 알영 우물가에서 계룡이 나타나 겨드랑이로 여자아이를 낳았다. 여자아이는 얼굴이 아름답고 피부가 고왔지만, 입술에 닭의 부리가 달려있어 보기 흉했다. 사람들이 여자아이를 북쪽 시냇가로 데려가 씻기니 부리가 떨어지고 매우 고운 자태를 드러내었다. 아이가 자라 13세가 되어 왕후로 추대되었다. 아이의 이름은 알영이다. 사량리의 알영 우물가를 따서 이름을 지은 것이다.
삼국유사에서는 박혁거세와 알영의 나이는 같으며, 나라 사람들이 박혁거세와 알영부인을 "성인"이라고 부르며 크게 좋아하였다고 한다. 한편, 삼국사기의 경순왕조에 따르면 옛날 중국 연나라에서 마한으로 피난간 사람이 있었는데, 그 사람이 박혁거세의 선조라고 한다는 얘기도 전해진다.

## 여섯마을에 대한 이야기
신라 말의 문장가이자 학자인 경주 사량부의 사람, 고운(孤雲) 최치원(崔致遠)은 이렇게 말하였다.
“진한은 본래 연(燕)나라 사람들이 피난해 온 것이다. 그렇기 때문에 탁수(涿水)의 이름을 따서 거처하는 마을을 사탁(沙涿)이나 점탁(漸涿) 등으로 불렀다.” 신라인들의 방언에 탁(涿)을 읽을 때 도(道)라고 했다. 그래서 지금도 혹 사량(沙梁)이라고 쓰고, 량(粱)을 도(道)라고 읽었다.
《삼국유사》에 전하길 옛날 진한(辰韓)의 땅에는 6촌(六村)이 있었다.
첫째는 알천(閼川) 양산촌(楊山村)인데, 남쪽은 지금의 담엄사(曇嚴寺)이다. (촌)장은 알평(謁平)이다. 처음에 표암봉(瓢嵓峰)으로 내려오니, 급량부(及梁部) 이씨(李氏)의 조상이 되었다. (노례왕(弩禮王) 9년(32)에 두어져, 급량부(及梁部)라고 하였는데, 본조(고려) 태조 천복(天福) 5년 경자(庚子, 940)에 중흥부(中興部)라고 이름을 고쳤다. 파잠(波潛)․동산(東山)․피상(彼上)․동촌(東村)이 속한다)
둘째는 돌산(突山) 고허촌(高墟村)인데, (촌)장은 소벌도리(蘇伐都利)이다. 처음에 형산(兄山)으로 내려오니, 사량부(沙梁部)(량(梁)은 도(道)라고 읽는다. 혹은 탁(涿)이라고 쓰는데, 역시 도(道)라고 읽는다) 정씨(鄭氏)의 조상이 되었다. 지금은 남산부(南山部)라고 하는데, 구량벌(仇良伐)․마등오(麻等烏․도북(道北)․회덕(廻德) 등 남촌(南村)이 이에 속한다.(지금이라고 한 것은 고려 태조때 설치한 기준이다. 아래의 예도 이와 같다)
셋째는 무산(茂山) 대수촌(大樹村)인데, (촌)장은 구례마(俱禮馬)이다.(구(仇)라고도 쓴다) 처음에 이산(伊山)으로 내려오니(계비산(皆比山)이라도 한다), 점량(漸梁)(탁(涿)이라고도 한다)부(部) 또는 모량부(牟梁部) 손씨(孫氏)의 조상이 되었다. 지금은 장복부(長福部)라고 하는데, 박곡촌(朴谷村) 등 서촌(西村)이 이에 속한다.
넷째는 취산(觜山) 진지촌(珍支村)(빈지(賓之) 또는 빈자(賓子) 또는 빙지(氷之)라도 쓴다)인데, (촌)장은 지백호(智伯虎)이다. 처음에 화산(花山)으로 내려오니, 본피부(本彼部) 최씨(崔氏)의 조상이 되었다. 지금은 통선부(通仙部)라 하는데, 시파(柴巴) 등 동남촌(東南村)이 이에 속한다. (최)치원(致遠)은 본피부 사람이다. 지금 황룡사(皇龍寺) 남쪽에 있는 미탄사(味呑寺)남쪽에 옛 터가 있는데, 이것이 최후(崔侯, 최치원)의 옛 집이라고 하는 것이 분명하다.
다섯째 금산(金山) 가리촌(加里村)(지금 금강산(金剛山) 백률사(栢栗寺)의 북쪽 산이다)인데, (촌)장은 기타(祗沱)(지타(只他)이라고도 한다)이다. 처음에 명활산(明活山)으로 내려오니, 한기부(漢歧部) 또는 한기부(韓歧部) 배씨(裵氏)의 조상이 되었다. 지금은 가덕부(加德部)라고 하는데, 상서지(上西知)․하서지(下西知)․내아(乃兒) 등 동촌(東村)이 이에 속한다.
여섯째는 명활산(明活山) 고야촌(高耶村)인데, (촌)장은 호진(虎珍)이다. 처음에 금상산(金剛山)으로 내려오니, 습비부(習比部) 설씨(薛氏)의 조상이 되었다. 지금의 임천부(臨川部)인데, 물이촌(勿伊村)․잉구미촌(仍仇旀村)․궐곡(闕谷)(갈곡(葛谷)이라고도 한다) 등 동북촌(東北村)이 이에 속한다. 위의 글을 살펴보면, 이 육부(六部)의 조상은 모두 하늘로부터 내려온 것 같다. 노례왕(弩禮王) 9년에 비로소 육부의 이름을 고치고, 또한 여섯 성(姓)을 주었다.

## 같이 보기
- 박혁거세

## 참고 자료
- 「이야기 한국고대사」, 신라의 건국과 시조신화, 조법종 저, 청아출판사(2007년, 221~230p)